# Черкасов, Николай Андреевич
Николай Андреевич Черкасов (род. 26 сентября 1996, Омск, Россия ) — российский профессиональный шоссейный велогонщик, выступающий  за команду «Gazprom-RusVelo».Мастер спорта России.